# 동개나무
동개나무(영어: quiver tree, 아프리칸스어: kokerboom)은 남아프리카, 특히 남아공의 노던케이프주와 나미비아 남부 일대에 자생하는, 마치 나무처럼 크게 자라는 다육식물이다. 나무처럼 생겼지만 사실 알로에의 일종이다.